# Mésange à dos blanc
Melaniparus leuconotus
Espèce
Statut de conservation UICN

 LC  : Préoccupation mineure
La Mésange à dos blanc (Melaniparus leuconotus, anciennement Parus leuconotus) est une espèce de passereaux de la famille des paridés.

## Répartition

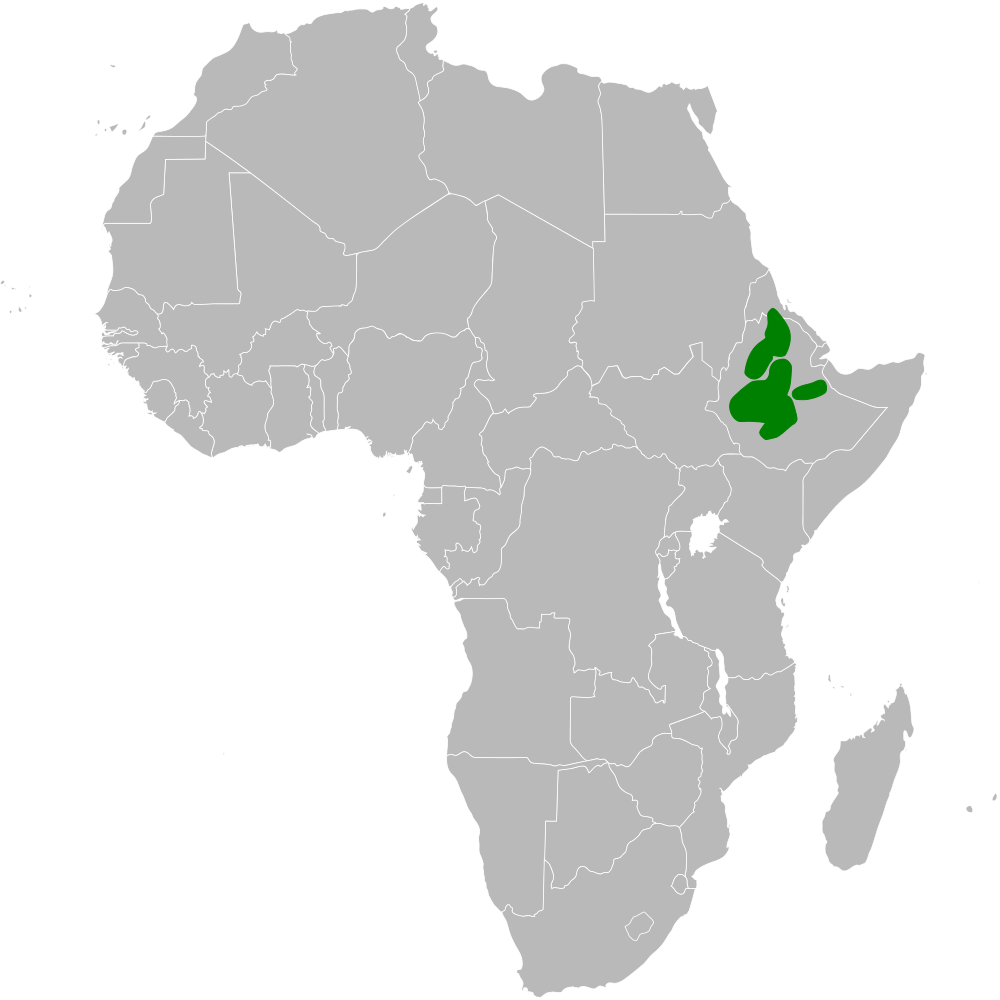
Carte de distribution.

cet oiseau fréquente les gorges montagneuses boisées d'Éthiopie et d'Érythrée.

## Taxinomie
À la suite de l'étude de Johansson et al. (2013) sur les relations phylogéniques des espèces au sein de la famille des Paridae, le genre Parus est redéfini pour être monophylétique. Le Congrès ornithologique international répercute ces changements dans sa classification de référence version 3.5 (2013), et la Mésange à dos blanc est déplacée vers le genre Melaniparus.